# جاك بيرك (لاعب كرة قدم أسترالية)
جاك بيرك (بالإنجليزية: Jack Burke)‏ هو لاعب كرة قدم أسترالية أسترالي، ولد في 29 أبريل 1918، وتوفي في 17 يناير 2004.

## وصلات خارجية
- جاك بيرك على موقع AustralianFootball.com (الإنجليزية)
- جاك بيرك على موقع AFLtables.com (الإنجليزية)